# Ионов, Анатолий Дмитриевич
Анатолий Дмитриевич Ионов (1917—1994) — подполковник Советской Армии, участник Великой Отечественной войны, Герой Советского Союза (1945).

## Биография
Анатолий Ионов родился 15 (по новому стилю — 28) июня 1917 года в селе Андреевское (ныне — Шаховской район Московской области). В детстве вместе с семьёй переехал в Москву, где окончил общеобразовательную школу и школу фабрично-заводского ученичества Моснарпита, после чего работал поваром, рабочим на стройке. Позднее Ионов окончил рабфак при Московском горном институте и лётные курсы при Осоавиахиме. В 1940 году он был призван на службу в Рабоче-крестьянскую Красную Армию. В июле 1942 года Ионов окончил Балашовскую военную авиационную школу. С октября 1943 года — на фронтах Великой Отечественной войны. Принимал участие в Белорусской, Мемельской, Гумбиннен-Гольдапской, Восточно-Прусской операциях, был два раза сбит, но выжил.
К апрелю 1945 года капитан Анатолий Ионов был заместителем командира эскадрильи 953-го штурмового авиаполка 311-й штурмовой авиадивизии 1-й воздушной армии 3-го Белорусского фронта. К тому времени он совершил 107 боевых вылетов на штурмовку скоплений боевой техники и живой силы противника, нанеся тому большие потери.
Указом Президиума Верховного Совета СССР от 29 июня 1945 года за «образцовое выполнение заданий командования и проявленные при этом мужество и героизм» капитан Анатолий Ионов был удостоен высокого звания Героя Советского Союза с вручением ордена Ленина и медали «Золотая Звезда» за номером 7986.
Всего же за время своего участия в боевых действиях Ионов совершил 132 боевых вылета. После окончания войны он продолжил службу в Советской Армии. В 1955 году он окончил Военно-воздушную академию. В 1958 году в звании подполковника Ионов был уволен в запас. Проживал в Москве, работал в системе Гражданской обороны СССР. Скончался 23 августа 1994 года, похоронен на Кузьминском кладбище Москвы.
Был также награждён двумя орденами Красного Знамени, орденом Александра Невского, двумя орденами Отечественной войны 1-й степени, двумя орденами Красной Звезды, рядом медалей.